# Ordem do Estandarte Vermelho (Mongólia)
A Ordem do Estandarte Vermelho (em mongol:  «Цэргийн гавьяаны улаан туг» одон) foi uma condecoração militar da República Popular da Mongólia, criada em 1926.

## História da criação
A Ordem do Estandarte Vermelho foi criada em 1926, e inicialmente foi chamada "Ordem Para o Valor Militar", durante o período de 1931 a 1945. Em 1945 ela foi rebatizada "Ordem do Estandarte Vermelho para o Mérito Militar", e em 1993 foi renomeada "Ordem do Estandarte Vermelho para o Valor Militar".
Ela foi utilizada para premiar soldados, oficiais, trabalhadores, políticos, funcionários de segurança do Estado, guardas de fronteira e outros cidadãos que defenderam o país de agressores e contribuíram para fortalecer o poder de defesa do país contra inimigos externos e internos. Ela também foi concedida a unidades militares individuais, formações, escolas militares, e organizações industriais e administrativas que completaram com sucesso missões para aumentar o poder militar da Mongólia e fortalecer a capacidade de defesa do país.
Além dos próprios mongóis, em vários momentos combatentes e comandantes do Exército Vermelho e de outros países socialistas foram recompensados com a Ordem do Estandarte Vermelho. O oficial mais vezes premiado com a ordem foi o Marechal Khorloogin Choibalsan, em um total de cinco vezes.
A ordem era divida em classes, e suas insígnias conheceram mudanças ao longo do tempo (tipos I a IV). Distintivos de 1ª classe foram concedidas cerca de 600 vezes. de 2ª classe, cerca de 2300 vezes. De 3ª classe, cerca de 6000 vezes.

## Insígnias de tipo I (1926)
O distintivo da Ordem do Estandarte Vermelho de tipo I é uma estrela de cinco pontas, coberta com esmalte vermelho. Entre as pontas da estrela há feixes de raios divergentes (sete raios em cada). No centro da estrela há um escudo redondo e convexo, coberto com esmalte branco. O escudo retrata o sol, em esmalte amarelo, com raios divergentes. Uma imagem convexa de um brasão de armas com o símbolo Soiombo sobrepõe-se ao sol.
O emblema é coberto com esmalte branco, é ornado com folhas de lótus em esmalte verde. Nos lados do brasão de armas com o Soiombo há duas bandeiras vermelhas. Acima do brasão há uma estrela de cinco pontas com a imagem de dois peixes, representados em esmalte vermelho e branco.

## Insígnias de tipo II (1940)
O distintivo da Ordem do Estandarte Vermelho de tipo II é uma estrela de cinco pontas, coberta com esmalte vermelho. Entre as extremidades da estrela há feixes de raios divergentes (sete raios em cada um). A parte superior do distintivo é fechada com uma bandeira vermelha com as letras “Н. М. А. У" separadas por quatro pontos.
No centro da medalhão redondo há o brasão de armas da República Popular da Mongólia, estampado com esmalte vermelho, azul e amarelo.
Na parte inferior do emblema estão representados cruzados um rifle e um sabre. Sob o brasão de armas há uma guirlanda em esmalte verde e folhas de lótus.

## Insígnias de tipo III (1945)
O distintivo da Ordem do Estandarte Vermelho de tipo III é uma estrela de cinco pontas, coberta com esmalte vermelho. Entre as extremidades da estrela há feixes de raios divergentes (sete raios em cada feixe).
No centro da estrela há um círculo de remendo forrado com listras, coberto com esmalte branco. O emblema da Mongólia, estampado com esmalte vermelho, azul, verde e amarelo, sobrepõe-se ao círculo. Acima do brasão de armas há uma bandeira vermelha voltada para a direita.

## Insígnias de tipo IV (1970)
O distintivo da Ordem do Estandarte Vermelho de tipo IV é uma estrela de cinco pontas, coberta com esmalte vermelho. Entre as extremidades da estrela há feixes de raios divergentes (sete raios em cada feixe).
No centro da estrela há um círculo de remendo forrado com listras, coberto com esmalte branco.
O emblema da Mongólia, estampado com esmalte vermelho, azul, verde e amarelo, sobrepõe-se ao círculo. Acima do brasão de armas há uma bandeira vermelha voltada para a direita.

## Barretas da Ordem do Estandarte Vermelho

Barreta até 1961

### Até 1961
Até 1961, a barreta retangular da ordem para uso diário era de metal esmaltado. 

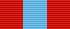
Barreta a partir de 1961

### Desde 1961
Em 1961, as tiras de metal esmaltado foram substituídas por tiras de metal cobertas com fita moiré.